# Canalipalpata
I Canalipalpata sono un ordine dei Polychaeta.

## Tassonomia
- Sottoclasse Palpata
  - Ordine Canalipalpata
    - Sottordine Sabellida
      - Famiglia Oweniidae
      - Famiglia Siboglinidae (comprende specie in precedenza assegnate a Pogonophora e Vestimentifera)
      - Famiglia Serpulidae
      - Famiglia Sabellidae
      - Famiglia Sabellariidae
      - Famiglia Spirorbidae

    - Sottordine Spionida
      - Famiglia Apistobranchidae
      - Famiglia Chaetopteridae
      - Famiglia Longosomatidae
      - Famiglia Magelonidae
      - Famiglia Poecilochaetidae
      - Famiglia Spionidae
      - Famiglia Trochochaetidae
      - Famiglia Uncispionidae

    - Sottordine Terebellida
      - Famiglia Acrocirridae
      - Famiglia Alvinellidae
      - Famiglia Ampharetidae
      - Famiglia Cirratulidae
      - Famiglia Ctenodrilidae
      - Famiglia Fauveliopsidae
      - Famiglia Flabelligeridae
      - Famiglia Flotidae
      - Famiglia Pectinariidae
      - Famiglia Poeobiidae
      - Famiglia Sternaspidae
      - Famiglia Terebellidae
      - Famiglia Trichobranchidae

    - incertae sedis
      - Famiglia Polygordiidae
      - Famiglia Protodrilidae
      - Famiglia Protodriloididae
      - Famiglia Saccocirridae